# 宇宙大征服
『宇宙大征服』（うちゅうだいせいふく、原題：Countdown）は、1968年のアメリカ合衆国の映画。ハンク・サールズの小説に基づいて、ロバート・アルトマンが監督した。出演はジェームズ・カーンやロバート・デュヴァルなど。
冷戦中にアメリカ合衆国とソビエト連邦との間で存在した宇宙開発競争を舞台に皮肉を交えて描いている。

## ストーリー
アメリカの宇宙飛行士のチャイズ、リー、リックの3人が宇宙飛行のテストの準備をしていた矢先、ソ連が有人宇宙船ボストークを月に向けて打ち上げたという情報がアメリカ側に入り、3人の上司であるロスがテスト中止を命じる。この時点でアポロの発射計画はまだ先の話だったため、マーキュリー計画で使用したカプセルに簡素な着陸装備を付けて打ち上げることとなった。飛行士に選ばれたチャイズは大喜びするが、リーとその妻ミッキーは彼の身を案じる。
離陸1週間前、1年分の食料をはじめとする必需品を積んだシェルターが月に向けて打ち上げられた直後、大統領が軍だけでこの計画を進めることに反対したため、空軍大佐だったチャイズは外され、代わりにリーが乗る。ふてくされたチャイズはリーに嫌がらせをしたものの、最終的にリーは月へと飛んでいった。
月に着陸したリーは、ボストークの残骸を見つけ、その中からソ連の宇宙飛行士の遺体を見つける。
そして、彼はアメリカ国旗を取り出し、月の表面に刺した。

## キャスト
※括弧内は日本語吹替（テレビ版）
- リー・ステッグラー：ジェームズ・カーン（中田浩二）
- ミッキー・ステッグラー：ジョアンナ・ムーア（北浜晴子）
- チャイズ：ロバート・デュヴァル（仲村秀生）
- ジーン：バーバラ・バクスレー
- ガス：チャールズ・エイドマン
- ロス・デュエラン：スティーヴ・イーナット（寺島幹夫）
- リック：マイケル・マーフィ
- ウォルター・ラーソン：テッド・ナイト

## スタッフ
- 監督：ロバート・アルトマン
- 製作総指揮：ウィリアム・コンラッド
- 原作：ハンク・サールズ（英語版）
- 脚本：ロリング・マンデル（英語版）
- 撮影：ウィリアム・W・スペンサー（英語版）
- 編集：ジーン・ミルフォード
- 音楽：レナード・ローゼンマン